# Melicope micrococca
Melicope micrococca es un árbol del bosque templado húmedo de Australia en la familia de los cítricos. El rango natural es desde Seven Mile Beach, Nueva Gales del Sur (34° S) hasta Maryborough, Queensland (25° S). Este árbol se encuentra en muchos diferentes tipos de bosque lluvioso en la costa este Australia.

## Descripción
Es un árbol de talla mediana que crece a una altura 35 metros y alcanza un diámetro de 60 cm. El tronco es relativamente liso, café pálido con algunas irregularidades corchosas. Tiene una forma en su mayor parte cilíndrica, sin embargo algunos árboles maduros están rebordeados en la base.
Los foliolos opuestos se encuentran en tres, mayormente ovados sin cerraduras, de 5 a 13 cm de largo con una punta redondeada. El envés es más pálido que el haz, los tallos de las hojas son completamente vellosos. El tallo de la hoja central es más largo que los tallos de las hojas izquierdas y derechas.
Flores blancas se forman en panículas en los meses de noviembre a marzo. Los frutos son pequeños carpelos, de color gris, con una sola semilla negra. El fruto madura entre enero y junio. La regeneración natural puede ser prolífica en la naturaleza, con varios arbolitos de hojas triples apareciendo en áreas abiertas.

## Ecología
El fruto es comido por una variedad de aves, incluyendo la tórtola cuco parda, el perico elegante, el maullador verde y el melífago de Lewin. Melicope micrococca es una especie buscada por muchos insectos, incluyendo mariposas del grupo de los papiliónidos.

## Taxonomía
Melicope micrococca fue descrita por (F.Muell.) Thomas Gordon Hartley y publicado en Telopea 4: 34, en el año 1990.
Sinonimia
- Euodia micrococca F.Muell. basónimo
- Euodia micrococca var. pubescens L.R.Fraser & Joyce Winifred Vickery
- Ampacus micrococca F.Muell., Kuntze
- Ampacus micrococcus (F.Muell.) Kuntze nom. illeg.
- Euodia micrococca var. micrococca
- Evodia micrococca var. pubescens orth. var. L.R.Fraser & Vickery[3]